# École nationale supérieure agronomique de Rennes
L’école nationale supérieure agronomique de Rennes (ENSAR) est une école d'ingénieur spécialisée dans l'agronomie et l'agroalimentaire. L'école a été fondée sur le domaine de Grandjouan à Nozay (Loire-Atlantique) en 1830, où elle est successivement reconnue par le gouvernement comme institut agricole (1842), école régionale d'agriculture (1849) et école nationale d'agriculture (1870). Puis, à la suite de nombreux débats, elle a déménagé à Rennes (Ille-et-Vilaine), où elle est située depuis 1896. Elle devient école nationale supérieure agronomique en 1962. En 2004 le nom de l'école change pour devenir Agrocampus Rennes et l'école a rejoint l'institut national d'horticulture d'Angers pour former Agrocampus Ouest en 2008. Depuis 2020, Agrocampus Ouest fait partie intégrante de l'Institut Agro, au même titre que l'école de Montpellier et l'école de Dijon. En 2022, l'école devient l'Institut agro Rennes-Angers.

## Historique

### De la ferme-école à l'école nationale d'agriculture de Grandjouan (Nozay)

#### L'école de Grandjouan à Nozay: une ferme-école (1830-1848)

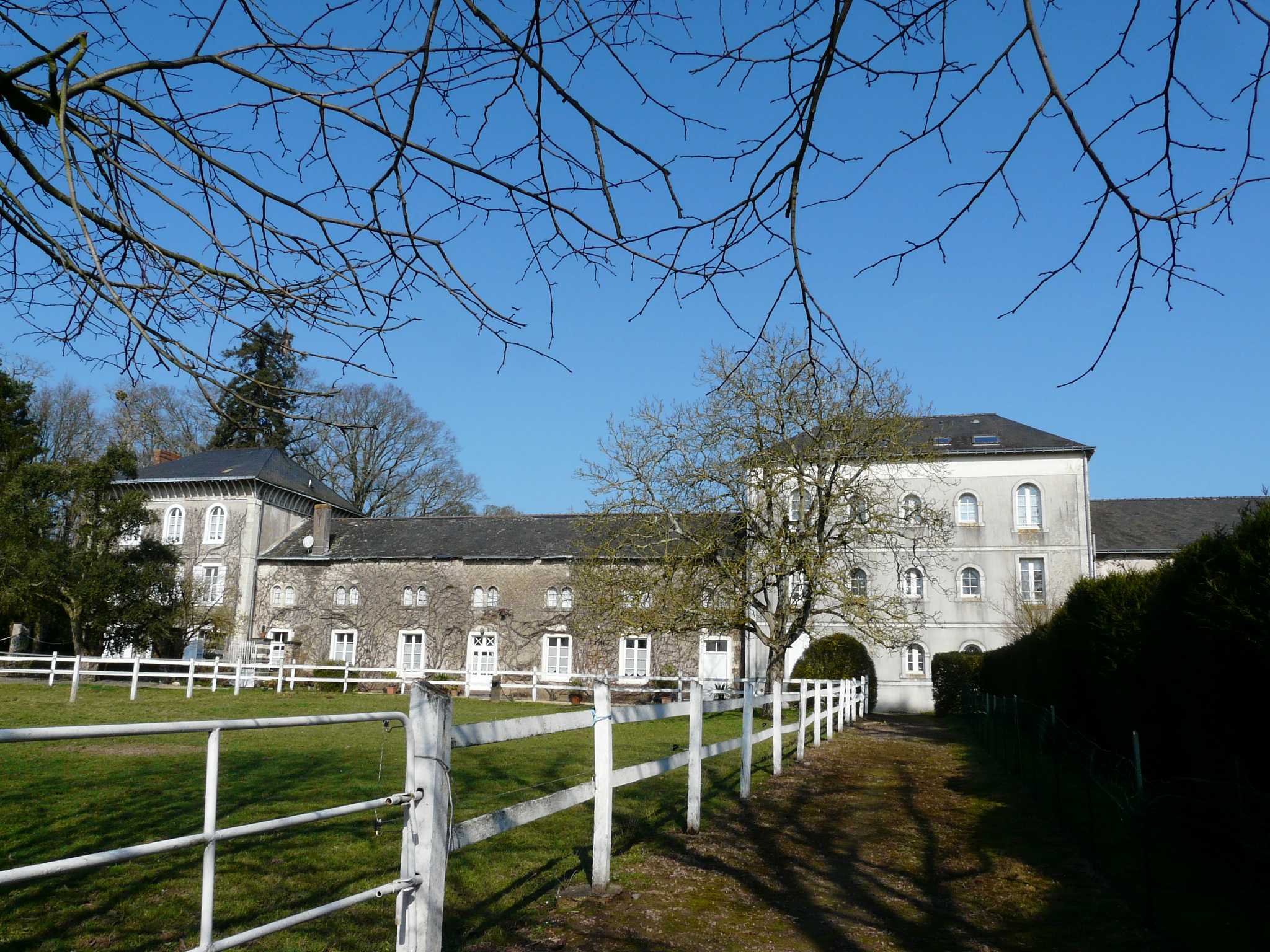
L'école d'agriculture à Grandjouan, devenu un bâtiment privatif à la suite du déménagement de l'école à Rennes

La première école est fondée par Jules Rieffel sur le site de Grand-Jouan, sur la commune de Nozay entre Rennes et Nantes.
Une société par actions, au capital de 400 000 francs, est mise en place en 1830 pour mettre en valeur le domaine de Grand-Jouan. En 1831 sont installées les ateliers et les forges qui fabriquent les matériels agricoles utiles au domaine, en s'inspirant des dernières innovations techniques. Progressivement, un catalogue de vente de matériel sera mis en place.
En 1833, une école primaire d'agriculture est ouverte pour 20 élèves, fils de paysans pour la plupart pauvres. L'école reçoit de plus en plus de subventions publiques. En 1842 elle est transformée en institut agricole, destinée à l'éducation des enfants de paysans riches et de propriétaires terriens.

#### École régionale d'agriculture (1848) puis école nationale d'agriculture (1870)
À la suite de la loi du 3 octobre 1848 organisant l'enseignement agricole en France, l'école passe sous le contrôle de l'État. Elle devient école régionale d'agriculture au même titre que l'école de Grignon et de la Saulsaie dans l'Ain.
En 1848, l'institut est nationalisé et devient l’École régionale d'agriculture, puis l’École impériale d'agriculture en 1854.
L'école régionale d'agriculture qui prend le titre d'école nationale d'agriculture en 1873. Ainsi, les professeurs sont recrutés par le ministère de l'agriculture, par concours. Comme en témoigne par exemple cet appel à candidature pour « un professeur de physique, météorologie, géologie, minéralogie à l’école nationale d’agriculture de Grandjouan », recruté par concours organisé le 5 octobre 1891 à Paris, au siège de l’institut national agronomique.

### Installation de l'école à Rennes (1896)

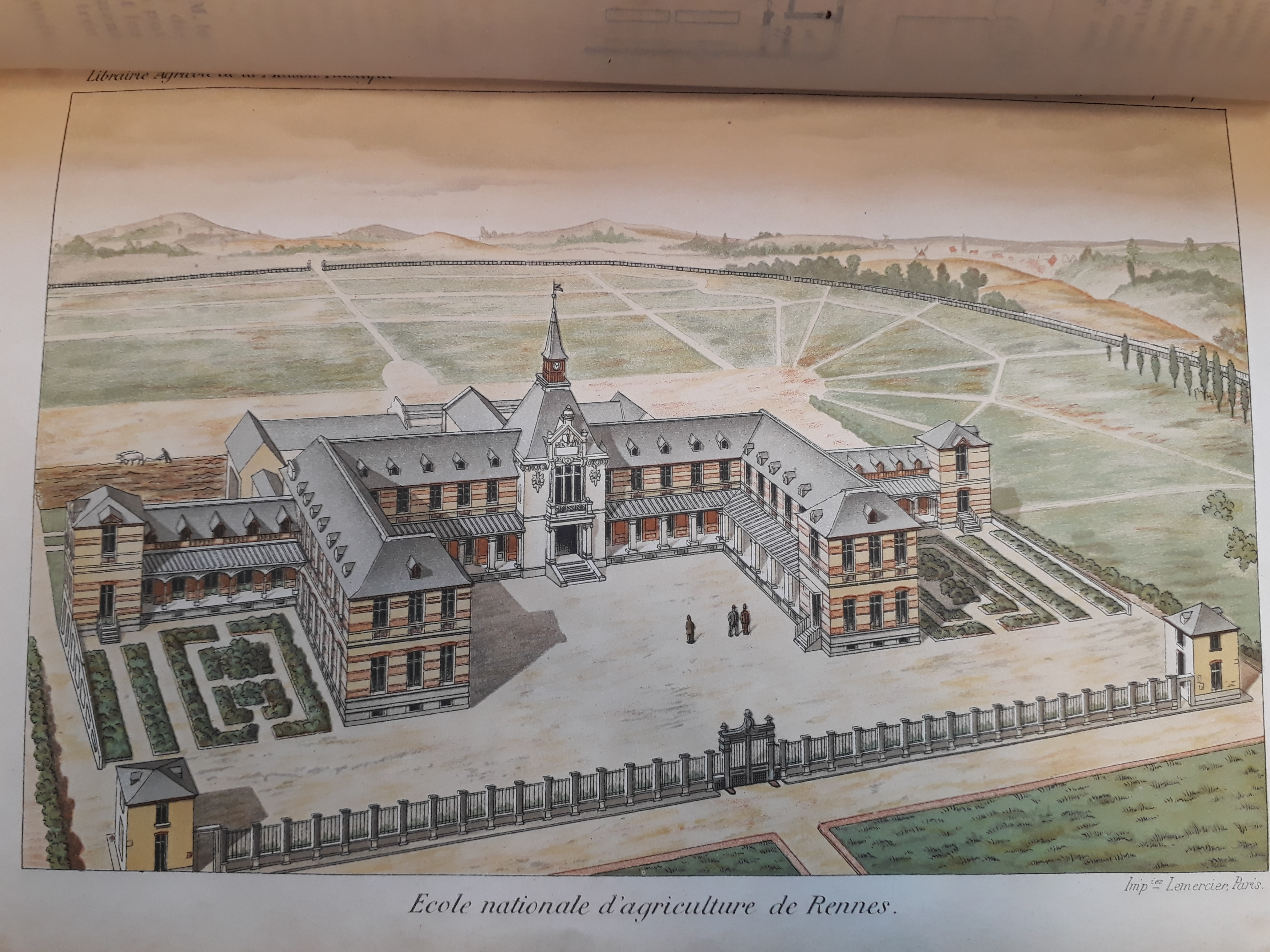
Dessin de la "Masure" : le bâtiment d'honneur construit sur le campus de Rennes à la fin du XIXe siècle.

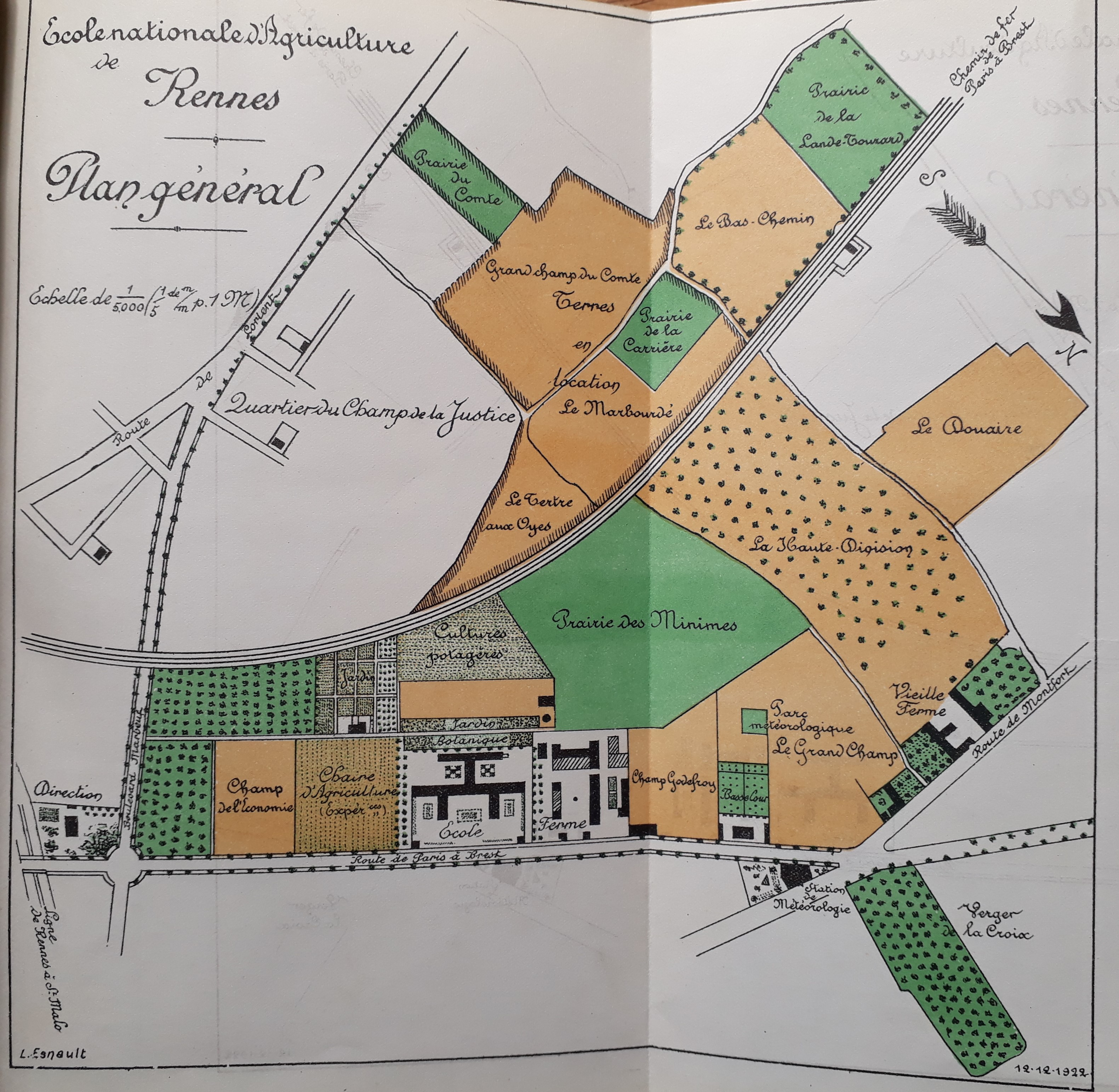
Plan des terres agricoles et de l’École nationale d'agriculture de Rennes en 1922.

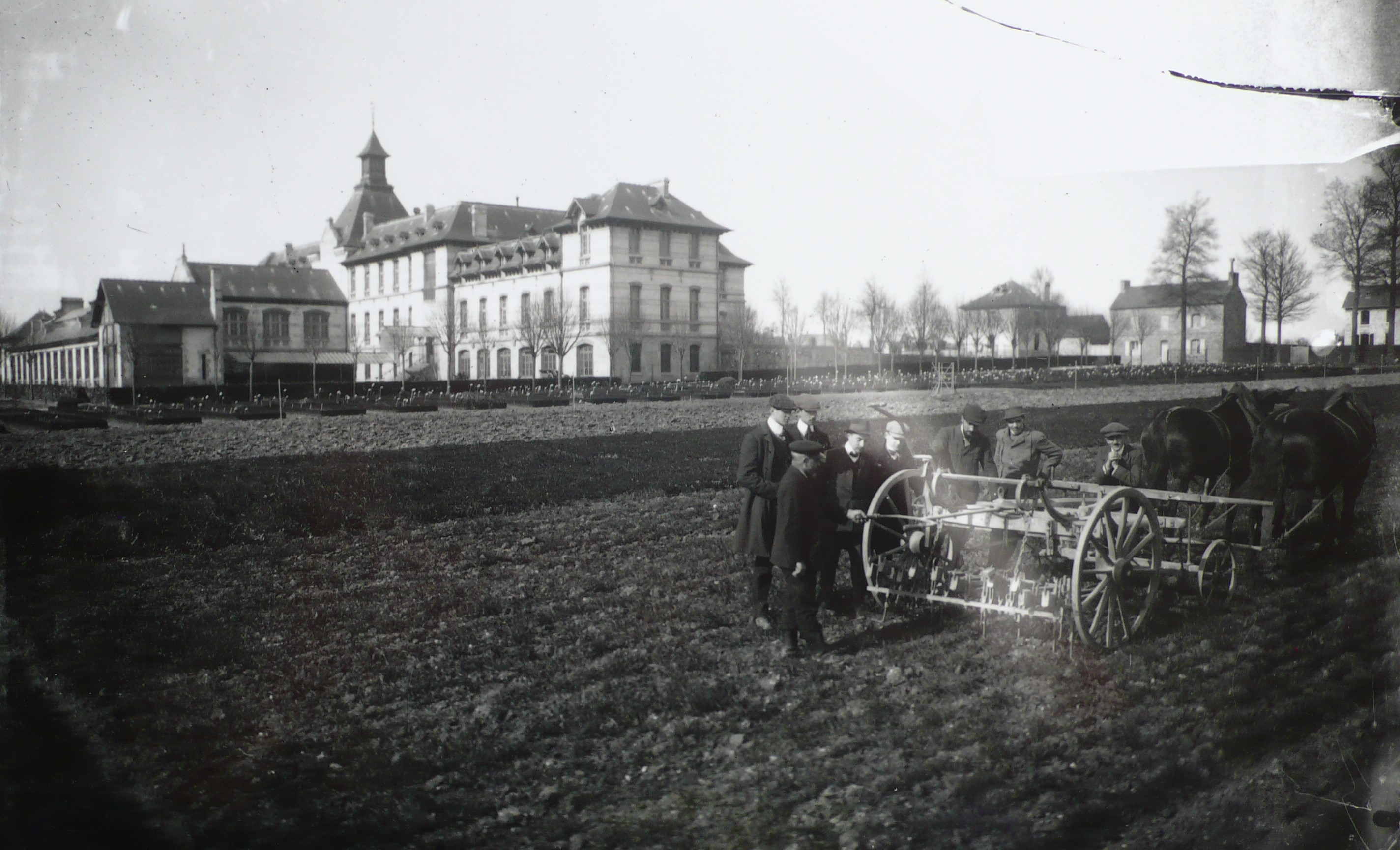
Démonstration d'un semoir sur les terres de l'école nationale d'agriculture, vers 1918. En arrière-plan, la "Masure".

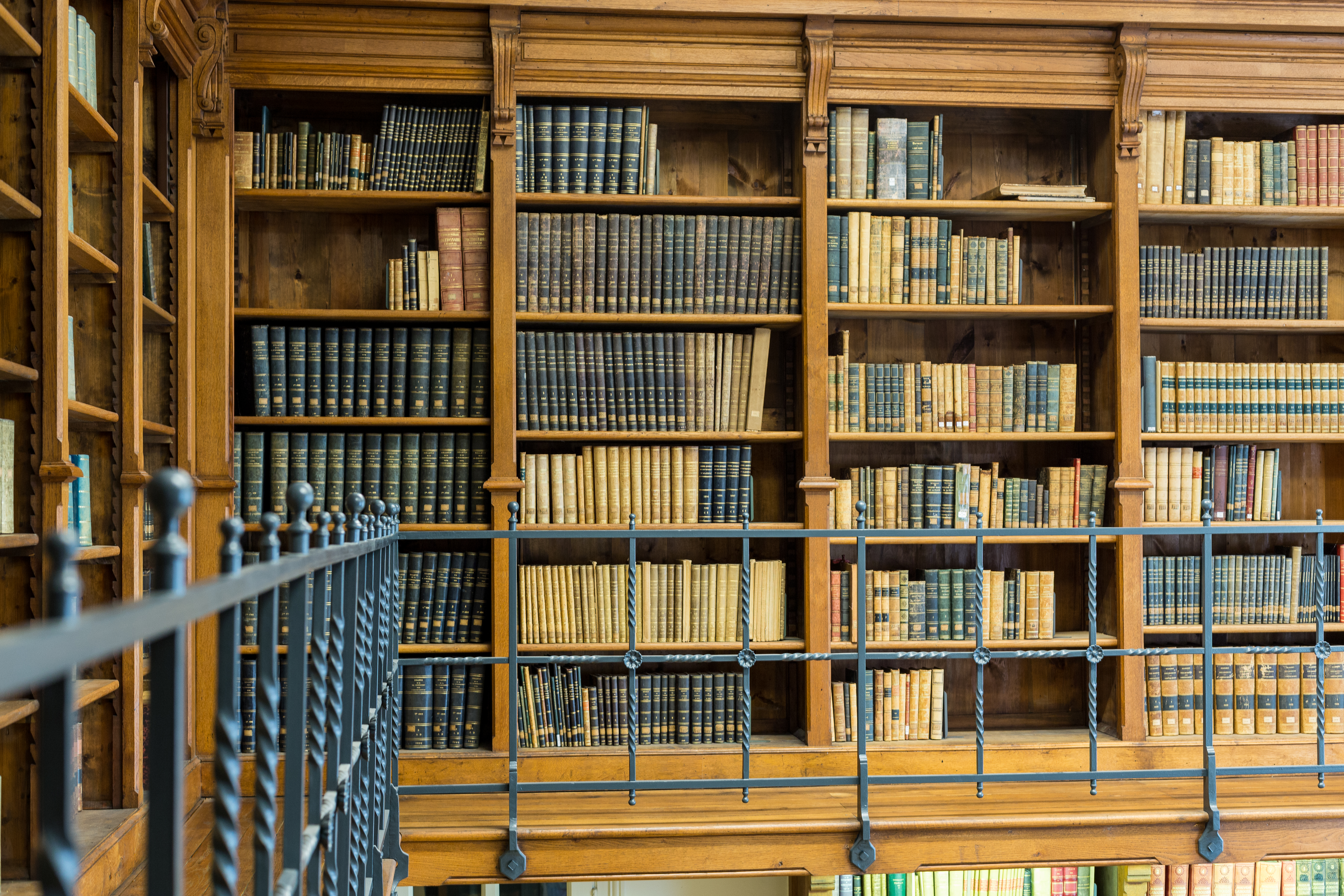
La bibliothèque patrimoniale.

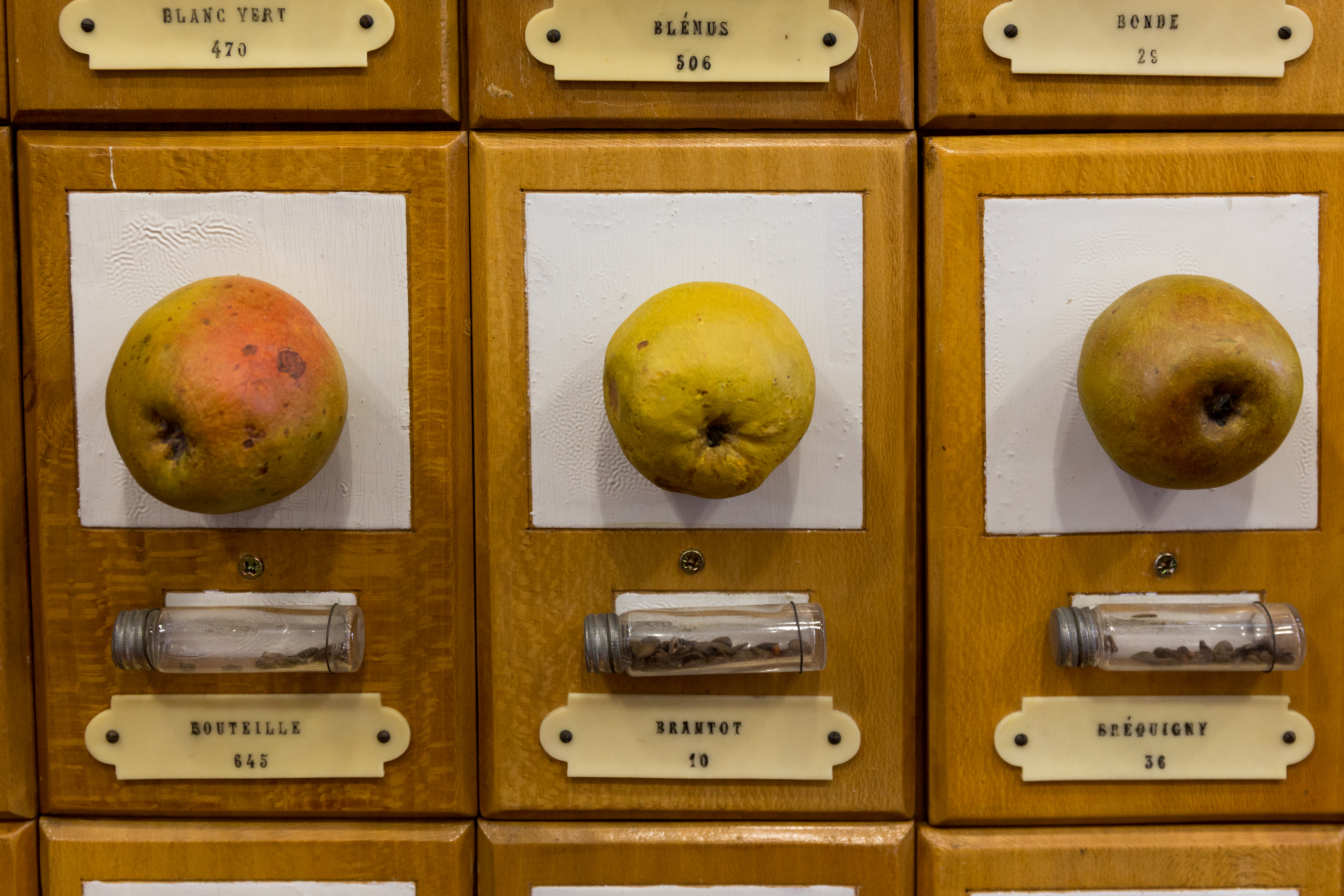
La collection de pommes en plâtre.

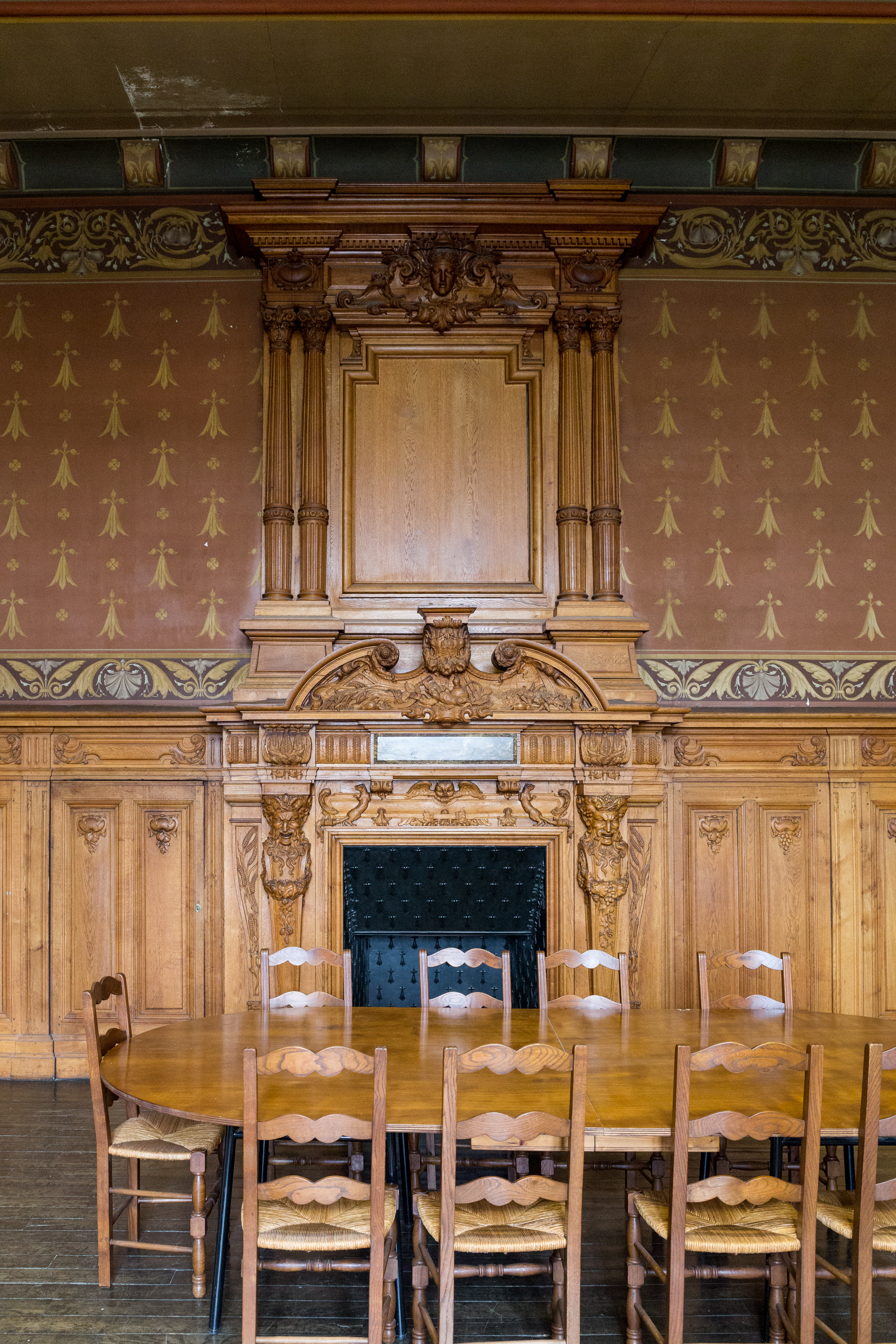
La salle des thèses.

Transférée à Rennes en 1894, sur son site actuel de 17 ha situé à l'ouest de la ville, au 65 rue de Saint-Brieuc. Le site de Grandjouan devient une école pratique d'agriculture dirigée par un ancien élève, M. Montoux,.
Le bâtiment principal de l’école a été construit par l’architecte du département en 1896, Jean-Marie Laloy, et est inscrit au titre des monuments historiques depuis le 22 octobre 2013. La protection comprend les façades et toitures du bâtiment d’honneur, les galeries vitrées intérieures et les deux cages d'escalier, la bibliothèque, la salle des thèses, le hall d'honneur, la grille d'honneur, les façades et toitures des deux pavillons d'entrée ainsi que la cour d'honneur et le buste de Jules Rieffel qui s'y trouve,.
Le domaine de Grandjouan devient alors, par arrêté du ministère de l’Agriculture, une école pratique d’agriculture, dans les bâtiments précédemment occupés par l’école nationale. M. Montoux, professeur spécial d’agriculture à Dol (Ille-et-Vilaine), est nommé directeur de cette école. Plus tard, après la fermeture du site, des chambres d'hôtes y seront aménagées.

### École nationale supérieure agronomique de Rennes (1962)
En 1962, l'établissement devient une école nationale supérieure agronomique (ENSA) à la suite de la loi de modernisation de l'enseignement agricole.
Sous tutelle du ministère de l'Agriculture, l’école nationale supérieure d'agronomie de Rennes (ENSAR), école d'ingénieurs française, forme des ingénieurs agronomes. De plus, elle est habilitée, depuis l'arrêté du 9 mars 1988, à délivrer, seule, le doctorat.

### L'école nationale supérieure féminine d'agronomie (ENSFA) (1964-1992)
L'École nationale supérieure féminine d’agronomie (ENSFA) est créée le 20 août 1964. Dans un premier temps, faisant suite à l'école nationale d'agriculture pour jeunes filles, elle prend place pendant un an dans les locaux de l'école situées dans le manoir de Coëtlogon à Rennes. Puis, elle déménage et elle est accueillie à partir du printemps 1965 dans les locaux de l’ENSAR.
La création de l'école naît d'un constat : durant les années 1950, seulement 1,4 % d’ingénieurs agronomes ou agricoles sont des femmes. Les cadres supérieurs du monde agricoles ne sont que des hommes. Ainsi l'objectif du Ministère de l'agriculture est de donner aux femmes les mêmes possibilités de formation professionnelle qu’aux hommes. Il s'agit donc de passer des « femmes d’ingénieurs » aux « femmes ingénieurs ».
Au 1er octobre 1964, l’ENSFA accueille sa première promotion composée de 5 étudiantes. L'établissement étant contemporain des écoles nationales supérieures agronomique, il été envisagé de façon similaire, avec 4 ans d’études, et un recrutement par concours, niveau bac. L'accès étant aussi ouvert pour les bachelières issues de l’enseignement technique agricole. Le 27 mars 1968, la commission des titres d'ingénieur accorde le titre d’ingénieur de l’ENSFA aux diplômées de l’école, ce qui donne une reconnaissance nationale au diplôme.
Paul Matagrin est à la fois directeur de L’ENSFA et de l’ENSAR. Madame Vallée précédemment professeure à l’école d'agriculture de Coëtlogon, est directrice adjointe, chargée de l'ENSFA. Les deux écoles ont également le même service comptable et le même corps professoral. Des chercheurs de l’INRA apportent également une contribution à l’enseignement. Certains enseignants sont spécifiques à l'ENSFA pour les sciences fondamentales, les langues, l’aménagement de l’espace rural, la lecture rapide. L’unicité du corps enseignant est un facteur d’intégration de l’ENSFA dans le complexe agronomique et aussi un frein à son autonomie.
La première année d’étude est réalisée en faculté des sciences pour obtention d'un certificat en sciences physiques, chimiques et naturelles. Plusieurs options sont proposées pour la quatrième année qui est l'année de fin d'étude et de spécialisation : sciences économiques et sociales, administration des entreprises, relations publiques, habitat rural, science du sol et phytotechnie, zootechnie. La formation linguistique est très poussée durant la formation et un stage obligatoire doit être réalisé à l’étranger. Des clubs sont proposés aux étudiantes que ce soit des animations culturelles, de formation esthétique, ou encore des sciences domestiques.
Un autre débouché professionnel de l’ENSFA consiste au professorat dans les lycées agricoles, à la recherche, à l’aménagement de l’espace rural, et à la transformation des produits.
Au printemps 1970, le principe de mixité dans tous les établissements du secondaire et du supérieur apparaît politiquement souhaité. L’identité féminine de l’ENSFA est remise en cause. La spécificité de son mode de recrutement, la solidité de la formation reçue, l’insuffisance des femmes ingénieurs en agriculture vont dans le sens du maintien de l’ENSFA qui continue de fonctionner. Cependant, en 1985, les écoles d’ingénieurs des techniques allongent le cycle de formation de 4 à 5 ans, ce qui oblige une remaniement de tous les diplômes. De plus, le taux de féminité dans tous les établissements s’est très fortement accru, il atteint 45 % dans les écoles nationales agronomiques, c'est pourquoi l'établissement évolue afin de devenir mixte.

### L'institut national supérieur de formation agroalimentaire (INSFA)
Le nouvel établissement change donc de nom, par arrêté du 31 août 1992 pour devenir l'institut national supérieur de formation agroalimentaire (INSFA). Les ingénieurs ainsi formés peuvent se spécialiser dans trois domaines de compétences. Tout d'abord, par des compétences technologiques et nutritionnelles pour concevoir de nouvelles lignes de produits. Mais aussi par des compétences en gestion de la production et des ressources humaines pour entreprendre et réaliser des projets, pour diriger des équipes et pour communiquer. Et enfin, par des compétences en économie, en comptabilité, en gestion financière, en marketing, pour assurer le développement des industries agro alimentaires dans un contexte de plus en plus concurrentiel.
En 1991, l’INSFA est habilité à délivrer le diplôme d’ingénieur. Le concours est ouvert aux bacheliers, et propose une formation en 5 ans. L’INSFA constitue, avec l’ENSAR une composante de Pôle d’Enseignement et de recherche agronomique de Rennes.

### Agrocampus Rennes (2004)
En 2004, la création de l'institut national supérieur et de recherche agronomique et agroalimentaire, baptisé Agrocampus Rennes, permet de regrouper au sein d'un établissement unique les formations supérieures agronomiques et agroalimentaires (ENSAR et INSFA) dispensées sur le site.
Le site de Beg-Meil à Fouesnant s'ajoute à l'école en 2006. A cette date, l'école absorbe le Centre national de formation et d’expérimentation pédagogique de Beg-Meil fondé en 1968 à Fouesnant dans le Finistère,. Cependant, le site ne sera plus pris en charge par l'école à partir de 2022.

### De l'Agrocampus Ouest à l'Institut Agro Rennes-Angers (2008-2020)
Le 1er juillet 2008, Agrocampus Rennes et l'institut national d'horticulture (INH) d'Angers fusionnent pour donner naissance à Agrocampus Ouest qui est implanté sur deux centres de formation et de recherche : Angers et Rennes.
En 2020, Agrocampus Ouest rejoint l'Institut Agro avec l'école de Montpellier, et l'école de Dijon. En 2022, les trois écoles fusionnent définitivement, avec pour objectif de « conduire les transitions agroécologiques, alimentaires, numériques et climatiques » et de développer diffusion de l’agro-écologie dans les lycées agricoles. Cette fusion est accompagnée d'une homogénéisation de la charte graphiques ainsi que du nom des écoles : l'ancien établissement Agrocampus Ouest adopte son nom actuel l'Institut agro Rennes-Angers.

## Dénominations officielles
- Ferme-école de Grandjouan à Nozay (1830-1833)
- École primaire d’agriculture (1833-1842)
- Institut agricole de l’Ouest (1842-1849)
- École régionale d’agriculture de Grandjouan (1849-1870)
- École nationale d’agriculture (ENA) de Grandjouan (1870-1896)
- École nationale d’agriculture (ENA) de Rennes (1896-1962)
- École nationale supérieure agronomique de Rennes (ENSAR) (1962-2004)
- Agrocampus Rennes (2004-2022)

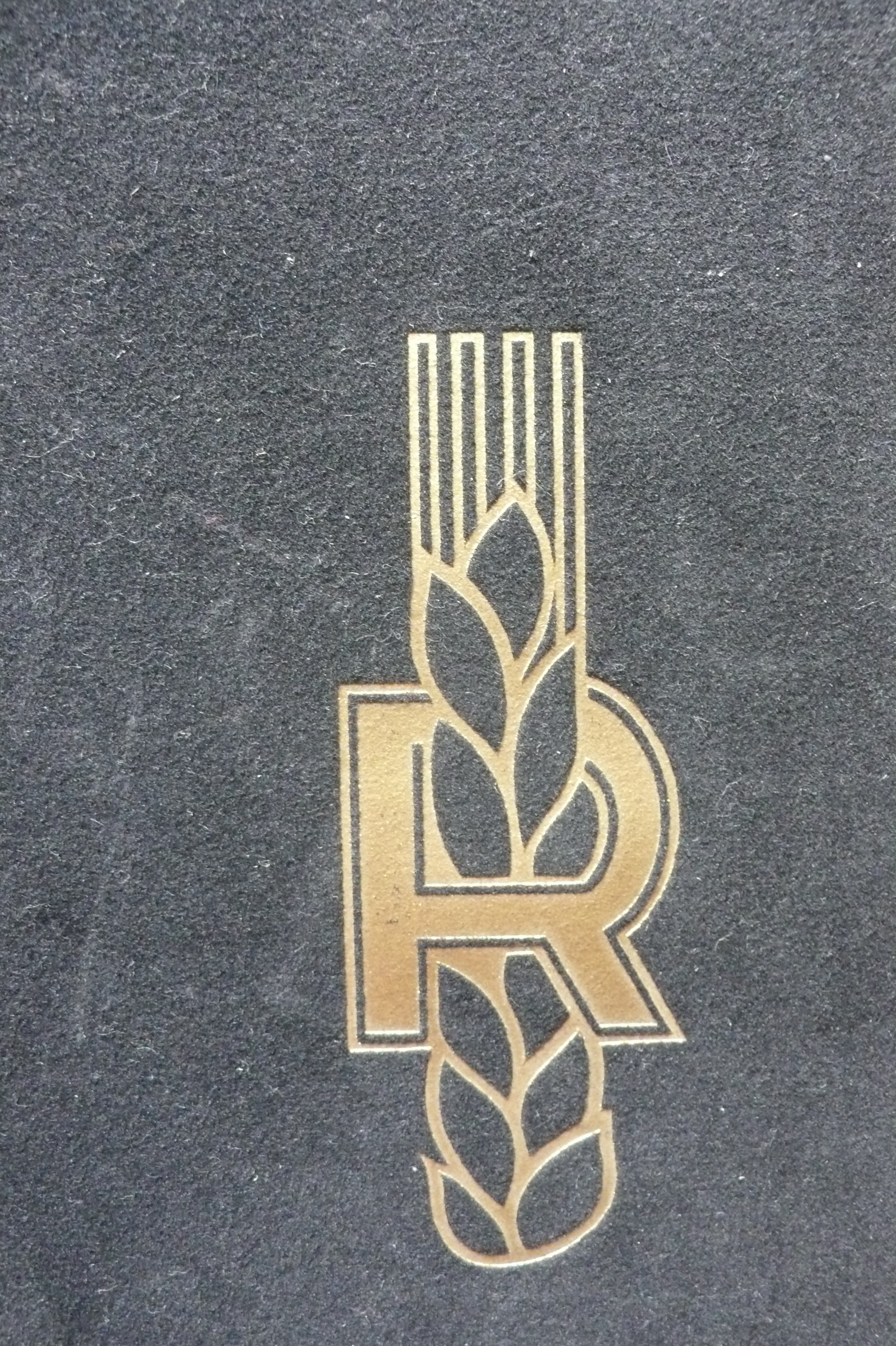
Le logo de l'ENSAR (École nationale supérieure agronomique de Rennes).
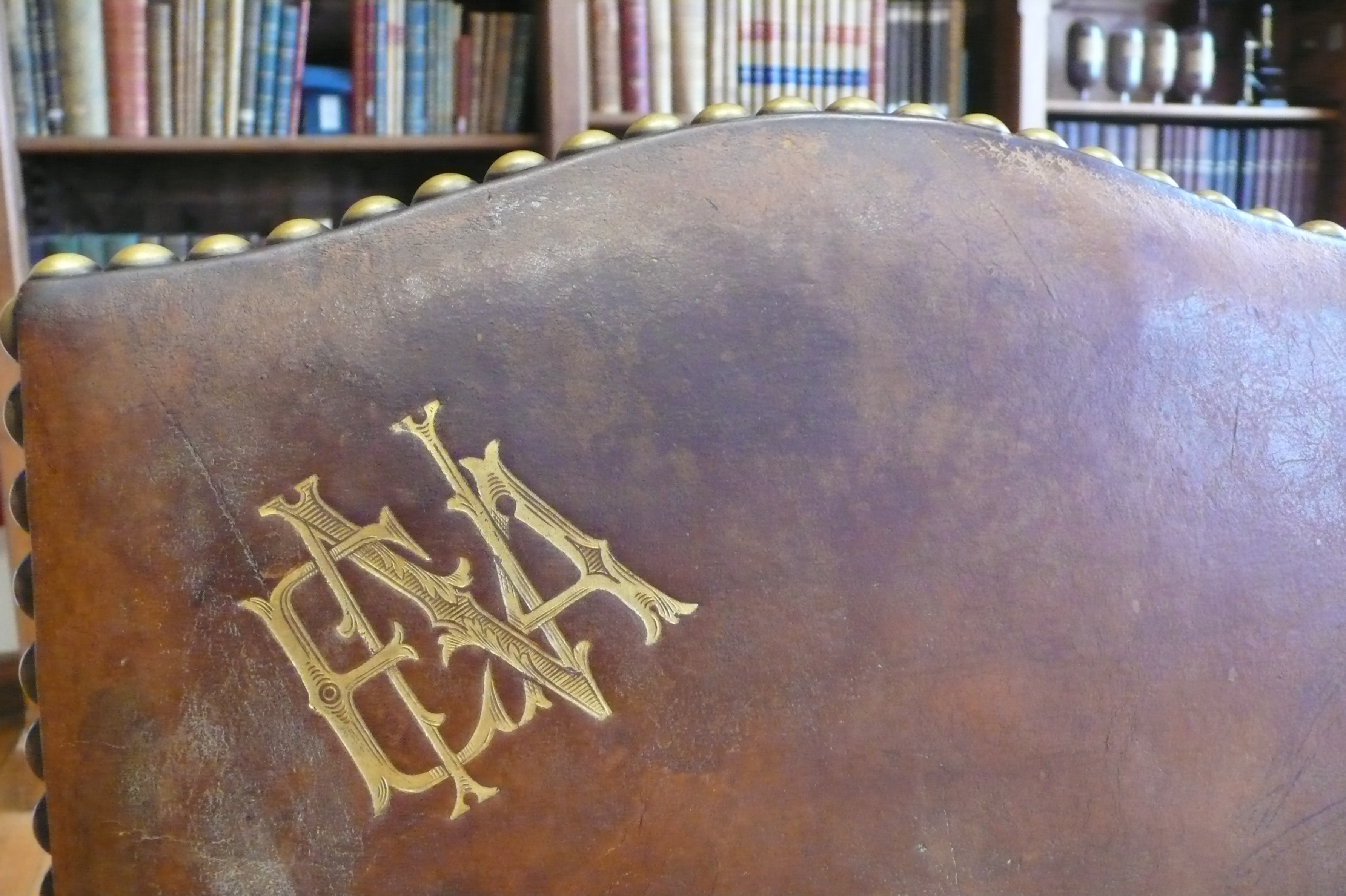
Le logo de l'ENA (École nationale d'agriculture).

## Recherche et enseignement

### Thèmes de recherche

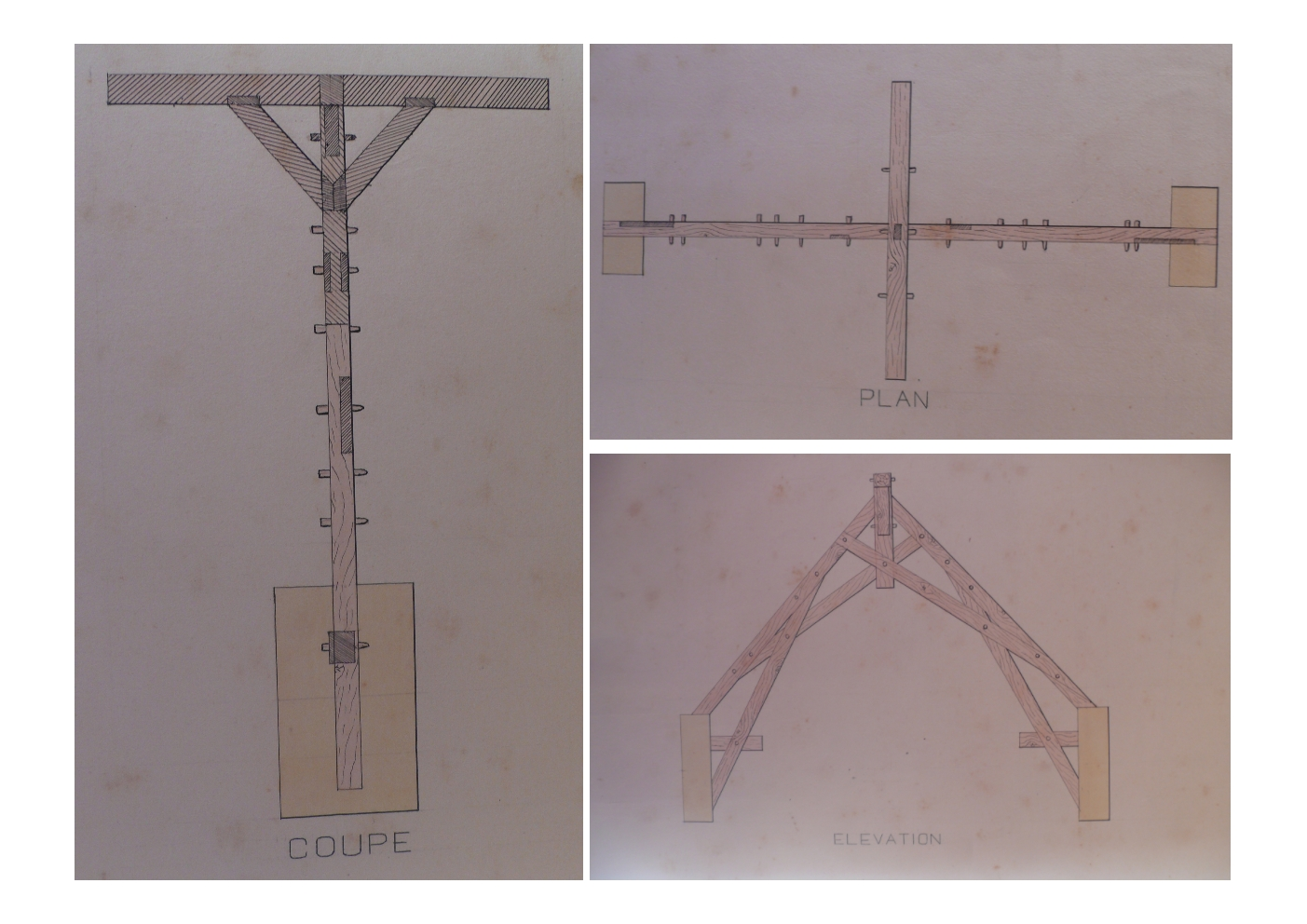
Dessin réalisé en cours de génie rural : construction d'une charpente.

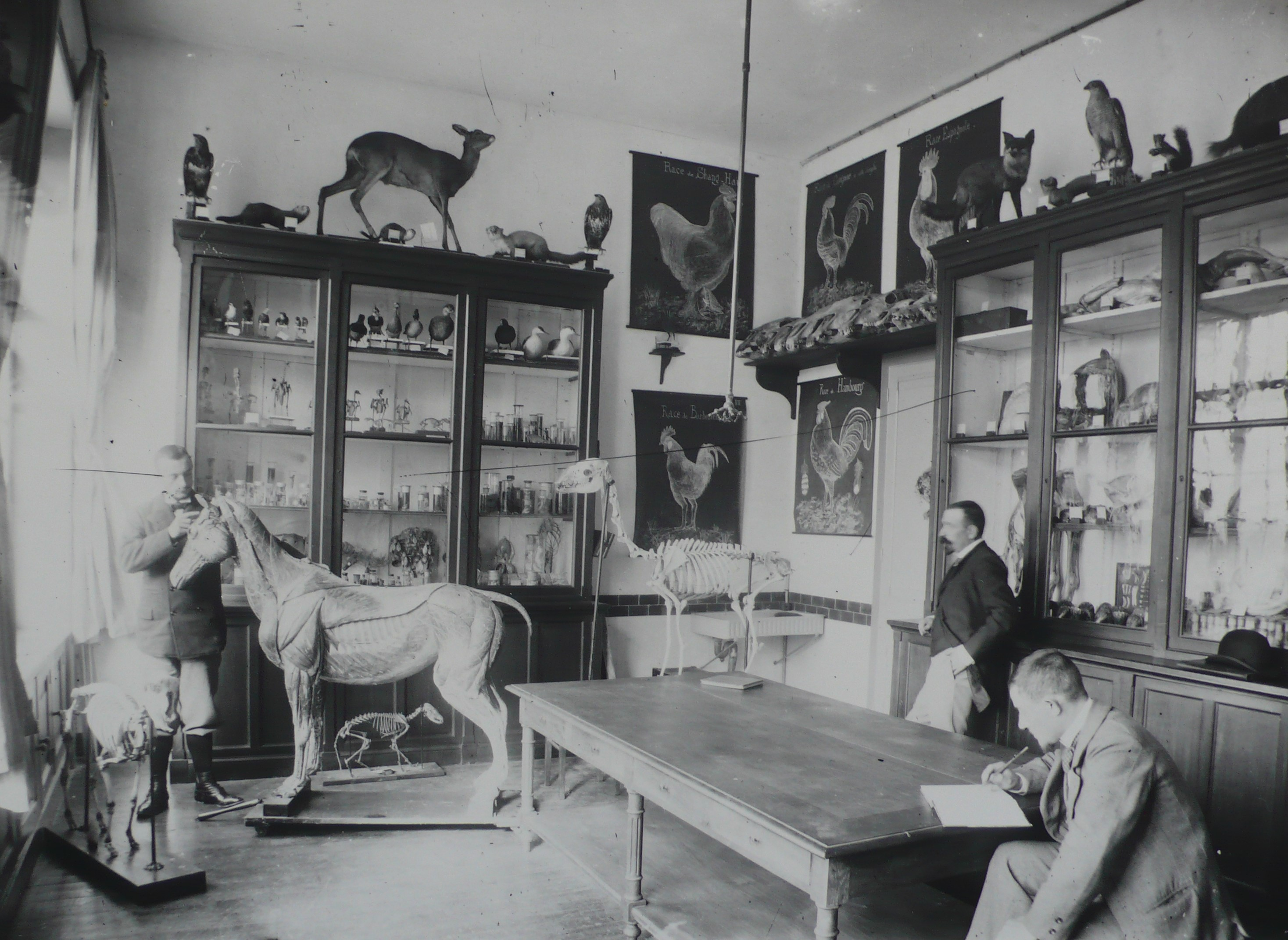
Examen de zootechnie : le professeur écoute l’élève devant la maquette de cheval, tandis que l’autre élève prépare sa réponse à la question tirée au sort (vers 1915)

En 1946, l'institut national de recherche agronomique (INRA) est créé et s'installe progressivement autour de l'école.
L'école de Rennes est membre de l'école doctorale rennaise « Vie-Agro-Santé », notamment avec l'université Rennes-I.

### Diplômes d'ingénieur
L'école de Rennes délivre le diplôme d'ingénieur dans deux spécialités : ingénieur agronome et ingénieur en agroalimentaire. Les deux autres diplômes, ingénieur en horticulture et ingénieur en paysage, sont proposés à Angers.
En dernière année, plusieurs spécialisations sont proposées pour cibler le secteur professionnel et réaliser le stage de fin d'études qui donne lieu à la soutenance du mémoire d'ingénieur.

### Cours dispensées durant la formation
Durant le XIXe siècle, l’enseignement est réparti en sept chaires : agriculture, économie rurale, zootechnie, botanique, arboriculture, génie rural, chimie technologie et physique (météorologie, minéralogie, géologie).

## Quelques enseignants

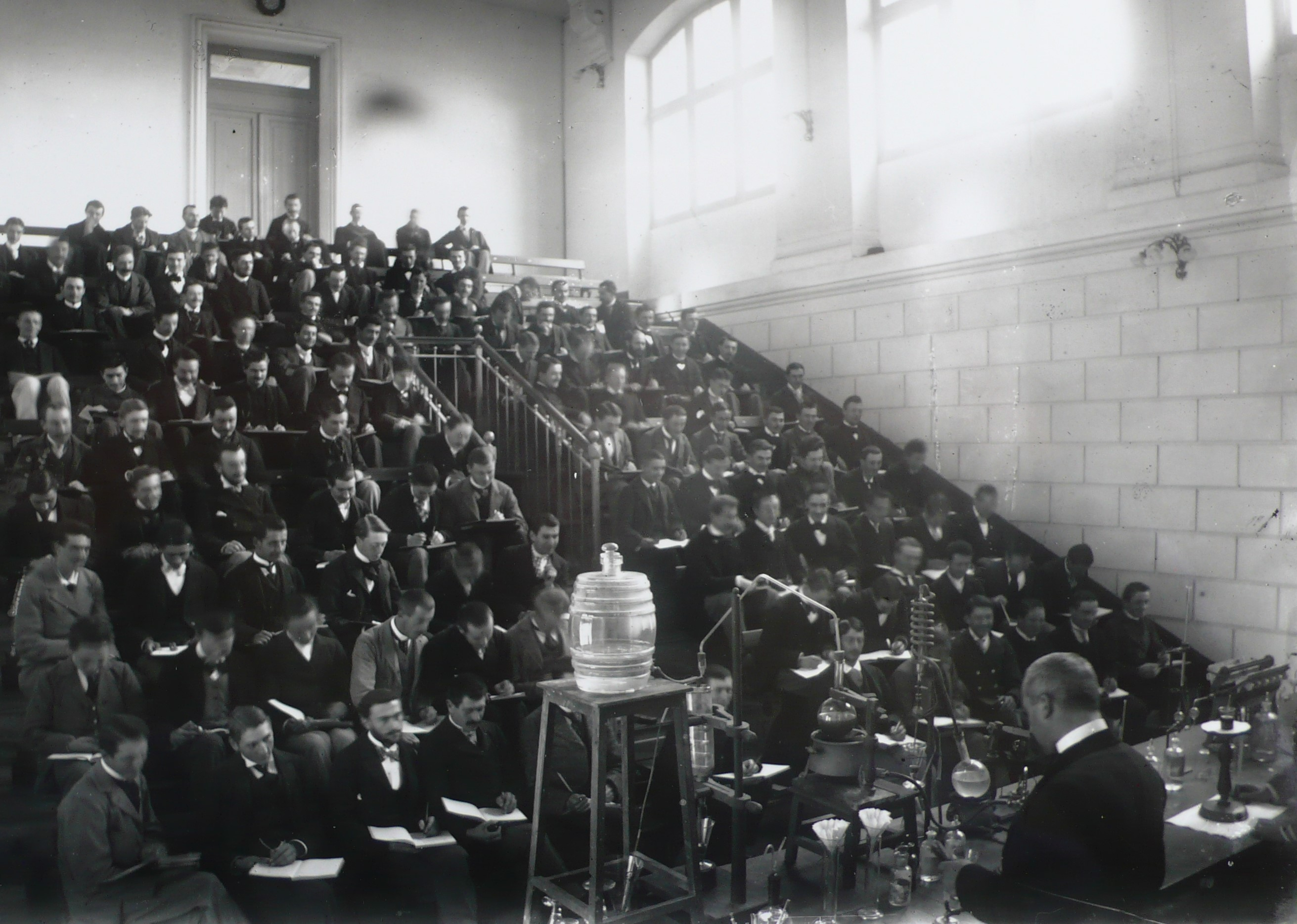
Cours de chimie réalisé par le prof. Félix Paillheret, dans le grand amphithéâtre Rieffel (vers 1900).

### Joseph Saint-Gal

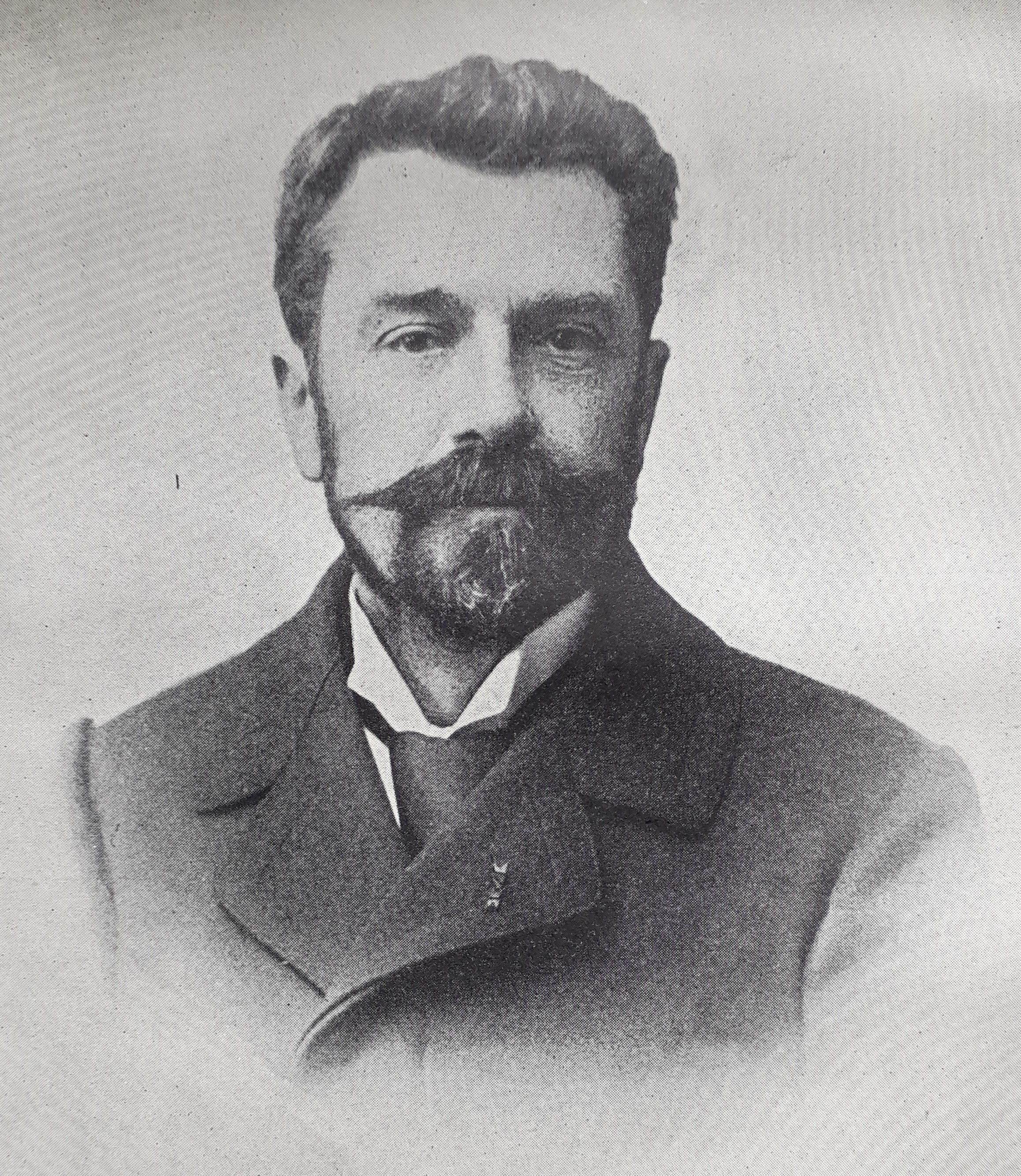
Joseph Saint-Gal

Joseph Saint-Gal (1841-1932) est d'abord répétiteur-préparateur de génie rural et de botanique-sylviculture en 1864. Puis il exerce en tant qu'enseignant à l'école impériale d'agriculture de Grignon en 1869 où il reste un an. Devenu professeur de la chaire de botanique et sylviculture, il revient à l'école nationale d'agriculture de Grandjouan en 1870, où il est également président de l’Association amicale des anciens élèves créée en 1863. Auteur de plusieurs ouvrages de botanique. Il a planté en 1865 un séquoia sur le terrain de l'école de Grandjouan (Wellingtonia gigantea - séquoia géant), toujours présent en 2015.

### Félix Pailheret
Félix Pailheret est né le 4 février 1871 à Commentry dans l'Allier. Après avoir été diplômé de l'École Nationale d'agriculture de Rennes en 1887, il devient répétiteur de chimie à partir de 1892. Il est également directeur de la Station de chimie agricole de Rennes puis professeur à l'école nationale des industries agricoles à Douai. Il est également auteur d'une étude sur le cidre, co-rédigée avec Louis Annet Seguin. En 1901, il fait partie de la Parfaite Union à Rennes qui est une loge maçonnique du Grand Orient de France.

### Oscar Leroux
Oscar Louis Henri Leroux, né le 25 novembre 1878 à Longueville dans le Pas de Calais. Il est chef de travaux à l’École Nationale d’Agriculture puis il devient professeur titulaire de la chaire de Génie rural. Il a aussi été premier adjoint du maire de Rennes (Jean Janvier), entre 1912 et 1935, en tant que membre du parti radical-socialiste. Il est également élu dans le conseil municipal en 1945 après avoir été résistant. Il est à l'origine des colonies de vacances des écoles publiques de la ville de Rennes. En 1903, il fait partie de la Parfaite Union à Rennes qui est une loge maçonnique du Grand Orient de France. Il est décédé le 4 décembre 1948 à Rennes.

## Quelques anciens élèves
- Cyrille Dubois, artiste lyrique

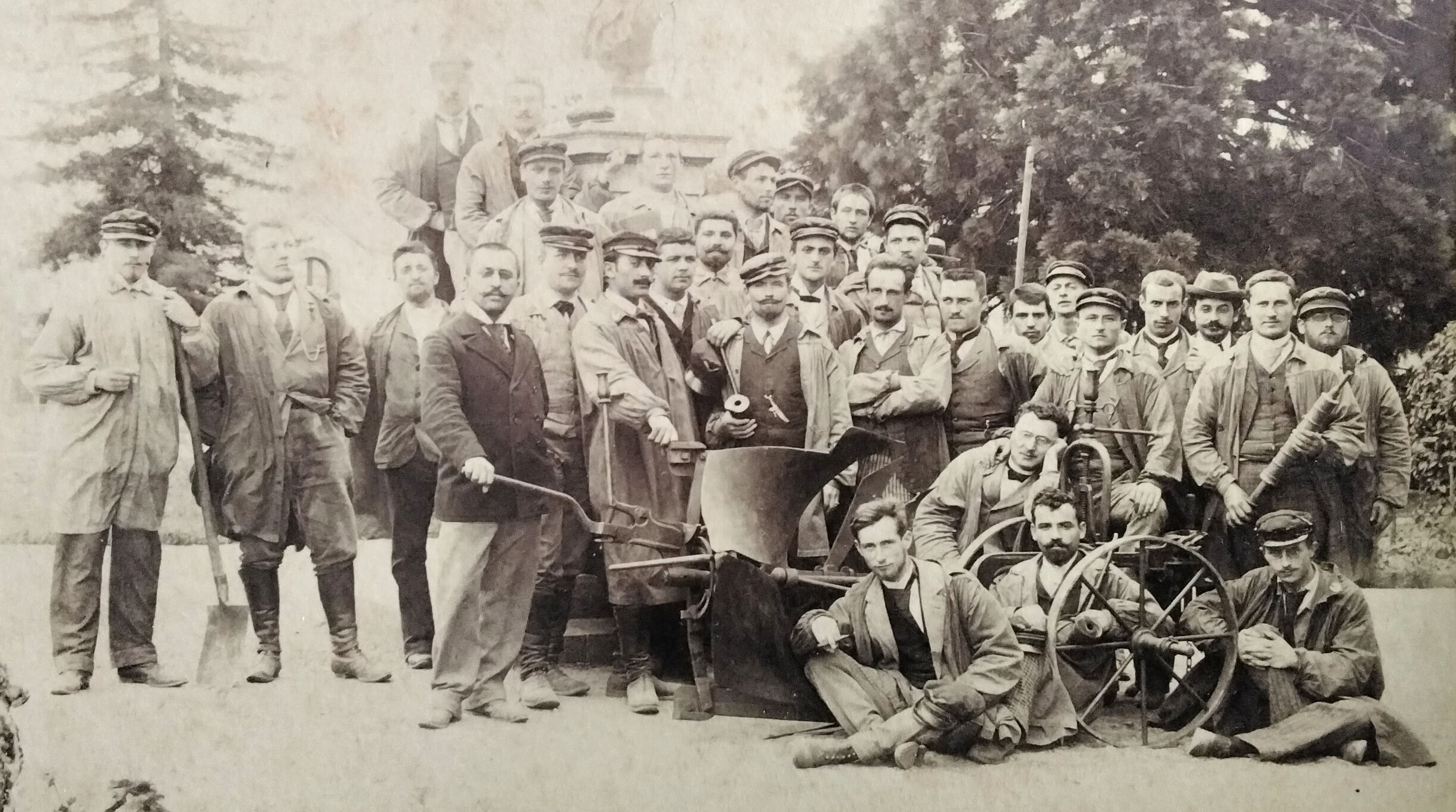
Promotion 1893 de l’École nationale d'agriculture, alors localisée à Grandjouan (Nozay) quelques années avant son déménagement à Rennes.

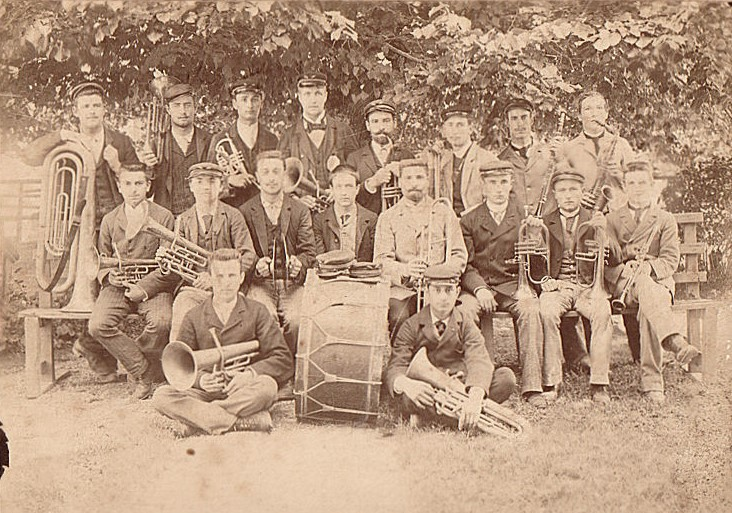
La fanfare de l'École nationale d'agriculture en 1895.

- Isabelle Autissier, skipper française
- Dacian Cioloș, commissaire européen pour l'agriculture et le développement rural
- Lionel Davoust, écrivain d'imaginaire et musicien électronique
- Robert Gerbault, militaire et industriel, frère d'Alain Gerbault
- Claire Girard, résistante fusillée le 27 août 1944[22]
- René-François Le Feuvre, agronome
- Pierre Méhaignerie (promo 1961), ministre français
- Raoul Villain, assassin de Jean Jaurès